# ليو مورغان
ليو مورغان (فرنسية Léo Morgan · لېۉ مۉغگان ) 1919-1984؛ هو قبطانٌ ورئيس فرقة الموسيقى العسكرية بالحرس الشريفي في الحماية الفرنسية بالمغرب.

ألّف ليو أول لحن للنشيد الوطني المغربي. إلى أن أضاف الحسن الثاني في سنة 1970 الكلمات من كتابة الكاتب المغربي علي الصقلي الحسيني.

## وصلات خارجية
- نوتات النشيد المغربي علىٰ home.wxs.nl